# Giovanni Augusto
Giovanni Augusto Oliveira Cardoso, genannt Giovanni Augusto, (* 5. September 1989 in Belém) ist ein brasilianischer Fußballspieler. Der Rechtsfuß wird im offensiven Mittelfeld eingesetzt.

## Karriere
Giovanni Augusto startete seine Laufbahn u. a. in der Jugendmannschaft von Atlético Mineiro. Bei diesem Klub bestritt er am 18. März 2010 sein erstes Spiel als Profi. Im Copa do Brasil gegen den Chapecoense wurde er in der 76. Minute eingewechselt. Es schloss sich noch ein weiterer Einsatz gegen América Mineiro in der Staatsmeisterschaft von Minas Gerais am 4. April an. Er konnte sich aber nicht entscheidend durchsetzen, so dass er ab Sommer 2010 die meiste Zeit an andere Klubs ausgeliehen wurde. Obwohl er dann in der Série A 2015 40 Spiele in verschiedenen Wettbewerben für Atlético bestritt, wechselte Giovanni Augusto im Frühjahr 2016 zum SC Corinthians. Mit dem Klub konnte der Spieler 2017 die nationale Meisterschaft gewinnen.
Im Februar 2018 wurde Giovanni Augusto bis Jahresende an den CR Vasco da Gama nach Rio de Janeiro ausgeliehen. Nachdem er auch 2019 keine Rolle in der Kaderplanung von Corinthians gespielt hatte, wurde er im März 2019 an den Goiás EC ausgeliehen. Die Leihe wurde befristet bis Jahresende. Am Jahresende lief auch der Vertrag mit Corinthians aus.
Augusto unterzeichnete beim Coritiba FC. Hier erhielt er einen Vertrag bis Ende Mai 2020. Ende Mai erhielt er eine Vertragsverlängerung bis zum Ende der Série A 2020 Anfang Dezember 2020. Nachdem die Série A 2020 aufgrund der COVID-19-Pandemie zeitlich verschoben wurde, erhielt er Ende November eine weitere Vertragsverlängerung bis zum Ende der Meisterschaft im Februar 2021. Anfang Januar wurde bekannt, dass Augusto den Klub vorzeitig verlässt. Zu diesem Zeitpunkt hatte er fünf Spiele in der Staatsmeisterschaft von Paraná (kein Tor) und 20 in der Série A bestritten. Außerdem war er stellvertretender Mannschaftsführer.
Aufgrund einer Ausstiegsklausel konnte Augusto ab dem 1. Januar 2021 zu einem ausländischen Klub wechseln. Er nahm ein Angebot des Mazatlán FC aus Mexiko an. Bereits ein Jahr später kehrte er in seine Heimat zurück. Am 12. Januar 2022 gab der Guarani FC seine Verpflichtung bekannt. Der Kontrakt wurde beschränkt bis zum Ende der Staatsmeisterschaft von São Paulo 2022 im April und in dem Monat dann um ein Jahr verlängert. Nach Auslaufen seines Vertrages im April 2023, wechselte Augusto zum EC Vitória. Mit dem Klub konnte er im November des Jahres die Meisterschaft in der Série B 2023 feiern. Er bestritt dabei 20 von 38 möglichen Spielen (ein Tor), zehn davon in der Startelf. In der Série A 2024 konnte der Spieler aber nicht mehr antreten. Er hatte Vitória verlassen. 2024 trat er in der Staatsmeisterschaft für die Associação Portuguesa de Desportos und im Ligabetrieb in der Série B 2024 für Chapecoense an.

## Erfolge
Atlético Mineiro
- Staatsmeisterschaft von Minas Gerais: 2010, 2015

Figueirense
- Staatsmeisterschaft von Santa Catarina: 2014

Corinthians
- Staatsmeisterschaft von São Paulo: 2017
- Campeonato Brasileiro de Futebol: 2017

Vitória
- Série B: 2023